# Weblap

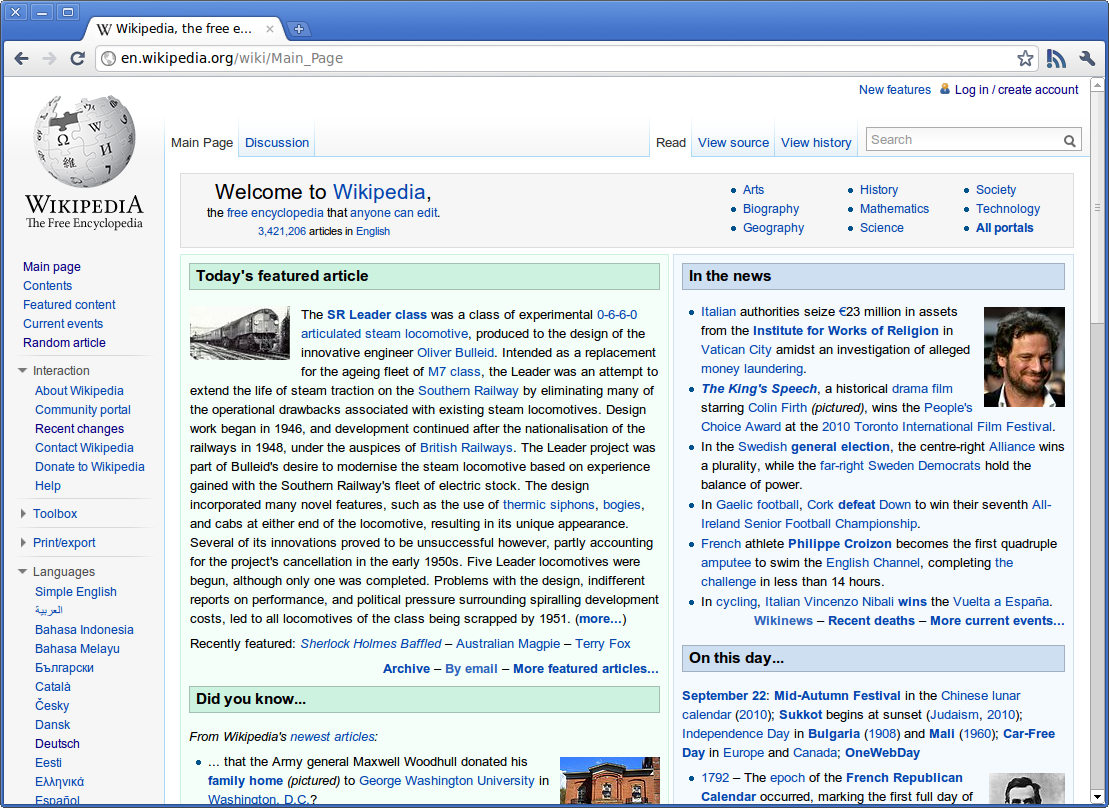
Böngészőben megjelenített weblap

A weblap (más szóval weboldal) egy olyan számítógépes dokumentum, mely megfelel a World Wide Web számára, és alkalmas arra, hogy egy webböngésző megjelenítse. A webböngésző a weblapot monitoron vagy mobil eszközön jeleníti meg. A weboldal általában a dokumentum látható elemeit foglalja magába, de a weblap szó jelentheti magát a számítógépen tárolt fájlt is, melyet általában HTML vagy más hasonló leíró nyelven írtak meg.  A weboldal egyik fő jellemzője a hiperszöveg, mely más weboldalakra navigálhat el minket linkeken (hiperhivatkozásokon) keresztül.
A magyar lakosság túlnyomó többsége tévesen weboldalnak nevezi a webhelyeket is, mivel az internet magyarországi elterjedésekor az angol website szót nem fordították le, kezdetben nem volt rá megfelelő magyar szó, az újságírók és a média tévesen kezdte a webhely fogalmára is a weblap/weboldal kifejezést használni, ezért a köznyelvben is így terjedt el a téves használat. Viszont mind a mai napig a webhely kifejezés nem terjedt el eléggé a szakmai-műszaki körökön kívül. Ezért helyette tévesen a "honlap", "weblap", "weboldal" szavak valamelyikét használják a köznyelvben. A webhely egy adott doménen található weboldalak összessége, tehát a webhely/webszájt weboldalakból/weblapokból tevődik össze. Egyik része a másiknak; az egyik fogalomból épül fel a másik fogalom; semmiképpen nem azonosak.
A honlap (az angol "homepage" szóból; más néven "kezdőlap") pedig az adott webhelyen található weboldalak közül az elsőt jelöli, a főoldalt, azaz a kezdőlapot.
Mivel az internet magyarországi elterjedésekor egyes szavakat lefordítottak, másokat nem, egyes szavakra hamarabb találtak magyar megfelelőt (akár tükörfordítás, akár nyelvújítás segítségével), mint más szavakra, és mivel sokan rosszul használták az eredeti fogalmakat, keverve azok jelentéseit, ezért a mai magyar nyelvben már az eredeti fogalmak helyett a legtöbben szinonimának gondolják a weblap, weboldal szavakat a webhely, webszájt illetve a honlap szóval.
Az „eredeti” definíció szerint – melyet a World Wide Web Consortium határozott meg– a következő:
Egy vagy több webes forrásból származó információk összessége, amelyet egyidejű feldolgozásra szánnak, és egy egyszeri URI határoz meg. Jobban mondva, egy weblap egy webes forrás, amely további webes forrásokat foglalhat magába egyetlen közös egységként való feldolgozásra, és azon egyedüli webes forrás URI-je hivatkozik rá, amely nem foglaltatik benne.
A magyar nyelvben – főként a hétköznapokban – általában három értelmet tulajdonítunk a honlap, webhely, weblap és weboldal szavaknak.
Első értelmezés, egyetlen fájl:
Egy forrás (általában fájl), amely meghatározza a weblap (első és második értelemben vett) alakját, és hipertext-et (hiperszöveget) közöl egy a formátumát feldolgozni/értelmezni képes szoftvernek (például webböngésző), hogy aztán a weblap tartalmát a felhasználónak felfogható formába adja. A fájl alapja (néhány kivételtől eltekintve) egy nemzetközi szabvány.
Második értelmezés, több fájl:
Egy – az első értelemben vett – weblap és a hozzá szorosan kapcsolódó fájlok. A szorosan kapcsolódó fájlok elérési útvonalát mindig tartalmazza a weboldal (1.) – formátumának megfelelően hivatkozik a fájlra –, hogy a kliens számítógép weboldalt (2.) feldolgozni képes szoftver(ek) külön-külön feldolgozza, és beépítse a weboldalba (1.) annak struktúrája szerint.
Harmadik értelmezés, fájlok összessége (lásd: Internetes webhely)
Olyan weblapok (1. és 2.) összessége, amelyek szorosan kapcsolódnak egymáshoz. Az egymáshoz való kapcsolódás több szempont szerint jöhet létre, de leggyakoribb formája az interneten egy domain alatt megtalálható weboldalak (1. és 2.).

## Egyetlen fájl (1.)
| A weboldalak számának alakulása világszerte | A weboldalak számának alakulása világszerte |
| ------------------------------------------- | ------------------------------------------- |
| 1997. április                               | 1 000 000                                   |
| 2000. február                               | 10 000 000                                  |
| 2004. május                                 | 50 000 000                                  |
| 2006. november                              | 100 000 000                                 |
| 2007. október                               | 142 000                                     |
| 2014. szeptember                            | 1 000 000 000                               |

Előfordul, hogy ez a fájl nem teljesen felel meg egy szabványnak, vagy a fájlt nem tudja megjeleníteni a szabványnak megfelelően a böngésző, esetleg másképp jeleníti meg. (Szabványuk általában HTML vagy XHTML.)
Ezeket a fájlokat általában az interneten helyezik el, hogy aztán egy bizonyos protokollal (HTML fájlok esetén általában HTTP vagy HTTPS) egy kliens számítógépre letöltse a kiszolgálóról.
A szavak ezen értelmezését használjuk legkevesebb esetben a „hétköznapokban”. Ha mégis, általában erre a weblap vagy weboldal szavak használata elfogadott és javasolt.

### Beágyazott erőforrások
Csak HTML és/vagy XHTML szabványokra vonatkozóan
A weblapok lehetnek statikusak, tehát egyszerű, HTML/XHTML nyelven írt lapok; vagy különböző program- vagy szkriptnyelveken írt dinamikus, azaz időben változó kinézetű és viselkedésű lapok. A legtipikusabb ilyen nyelvek:
- a böngészőben végrehajtott kliensoldali szkriptek:
  - JavaScript
- szerveroldali szkriptek (a böngésző statikus HTML/XHTML lapot és esetleg kliensoldali szkripteket kap):
  - PHP
  - ASP
  - JSP
  - Perl

A szkripteken túl lehetnek egy lapba ágyazva további speciális objektumok is, például Flash (SWF) vagy ún. Java kisalkalmazások.

### Weblap elérése
Weblapot elérhetünk személyi számítógépünkön (például otthonról), az internetről vagy bármilyen más számítógép-hálózatról a megfelelő protokollal.
Csak az interneten
A weblapokat a webcímükkel, vagy más néven URL-jükkel, vagy URI-jükkel azonosítjuk. Ez teszi lehetővé, hogy a weboldalakra minden felhasználói környezetben egységes módon hivatkozzunk.
Egy weblap néhány lehetséges elérési módja:
- a webcím begépelése a webböngésző címsorába,
- rákattintás egy másik weboldal egy hiperlinkjére,
- előhívás a böngésző Kedvencek vagy Könyvjelzők funkciója segítségével.

Mindegyik felsorolt módszer közvetve vagy közvetlenül a webcím felhasználásával éri el a kért weblapot.
A webcím szintaxisa az alkalmazott protokolltól függhet. (A leggyakoribb a HTTP, hiperszöveg-átviteli protokoll, amelyet általában a felhasználók használnak. Ez a webcím kezdődik az ismert http:// szöveggel. A honlapok (3.) karbantartói általában FTP vagy más adatátviteli protokollt használnak. Ez a webcím ftp:// szöveggel kezdődik.)
Fejlesztők továbbá saját számítógépen offline szerkesztő módban dolgozhatnak, weboldalkészítés során pl. apache webszerveren futtathatják. Ez az elérési mód nem közösségi, privát célokat szolgál, de ez az egyik módja az elérésnek.

## Több fájl (2.)
A HTML weblapok (1.) gyakran hivatkoznak például képekre, stíluslapokra, hiperhivatkozással akár másik weboldalra (1.). A nyers XML fájlok általában hivatkoznak egy stíluslapra, hogy azt könnyebben felfoghatóvá tegye a felhasználó számára.
Amennyiben a weboldal (1.) egy másik weboldalra (1.) hivatkozik, a kliens számítógép weboldalt (1.) feldolgozni képes szoftver értelmezi azt a fájlt is. (Egyszerű példája ennek egy HTML oldalba írt keret.)
Ha egy weboldal (2.) feldolgozásához több program szükséges, akkor a második alkalmazást a weboldalt (2.) lekérő szoftver hívja meg, hogy értelmezze (megjelenítse és/vagy lejátssza és/vagy futtassa stb.), és akár be is építse a weboldalba (2.). (Például egy Flash film.)
Általában ebben az értelemben a weblap vagy weboldal szavakat használjuk.

## Fájlok összessége (3.)
Néhány további szempont az egymáshoz való kapcsolódáshoz (ezek közül rendszerint egyszerre többnek kell fennállnia, hogy honlapról (3.) beszélhessünk): a weboldalak (1. és 2.) szerzője ugyanazon cég vagy személy; a weboldalak (1. és 2.) címe ugyanaz; a weboldalak (1. és 2.) logója ugyanaz; a weboldalak (1. és 2.) ugyanazon témáról szólnak; a weboldalak (1. és 2.) stílusa (kinézete) nagyban hasonlít; a weboldalak (1.) egy vagy több ugyanazon fájlra hivatkoznak.
Általában a honlap (3.) weboldalai (1. és 2.) kölcsönösen hiperlinkekkel hivatkoznak egymásra, bár ez nem jelenti azt, hogy minden egymásra hivatkozó weblap (1. és 2.) egy honlapba (3.) tartozik.
A honlap (3.) weboldalai (1. és 2.) között általában többféleképp is navigálhatunk. Két leggyakoribb formája a menü és a honlaptérkép/sitemap. Ezekben általában az összes vagy főbb weboldalak listája elrendezve található meg. Lásd még: honlaptérkép.
Csak ha a webhely (3.) az interneten található meg: a honlap (3.) weboldalai (1. és 2.) és/vagy egyéb fájljai esetleg nem mindenki számára elérhetőek. Előfordulhat, hogy a webhely (3.) készítő(i) bizonyos felhasználók vagy önmaguk számára olyan területeket különítettek el a kiszolgáló adattárolóján, hogy azokhoz csak az arra jogosult személyek, esetleg programok férjenek hozzá. (Például egy web-alapú e-mail postafiók.)
Ez egy elvontabb értelmezése a négy szónak. Általában ebben az értelemben a honlap vagy webhely szavakat használjuk.

## Statikus és dinamikus weblapok
A honlapok lehetnek statikusak és dinamikusak. A statikus weblapok tartalma állandó, nem változik (például bemutatkozó oldalak) csak manuális átszerkesztéssel. A dinamikus weblapok alapeleme az ún. motor, amelynek segítségével ismételten végezhetőek azonos műveletek egyszerűen (például hírportálok) és nem kell a forráskódot manuálisan szerkeszteni, mert azt a honlapmotor állítja elő sablonszerűen. A statikus weblapok létrehozására alkalmas a HTML és JavaScript és minden kliens oldalon futó webes nyelv. A dinamikus weblapokhoz szükség van egy-egy olyan leíró nyelvre (például PHP, Java), amely szerveroldali és a szerveren képes a felvitt információkat/adatokat rögzíteni akár szöveges (fizikai fájlok), akár adatbázisba betárolás formájában (például mySQL, postgreSQL).

## A weblap célja
A weblapokat általában azért készítik, hogy a mögötte álló céget vagy személyt megtalálják az interneten és információt szerezzenek róla a honlapján. Mivel sok esetben a weblap az amivel egy vállalkozás/személy esetén először találkozunk, ezért bizonyos értelemben a weblap meghatározza a cég/személy megítélését az internetes közösségben.

#### A céges weblapok jelentősége
A vállalkozások számára a weblapok alapvető eszközként szolgálnak az online jelenlét kialakításához és az ügyfélszerzéshez. Az üzleti weblapoknak alapvető három célja:
1. Információk biztosítása: A cégek bemutathatják termékeiket, szolgáltatásaikat és értékeiket a látogatók számára.
2. Kapcsolatépítés: Az ügyfelek könnyedén felvehetik a kapcsolatot a vállalkozásokkal.
3. Értékesítés: Egyre több céges weblap integrál webshopot vagy online foglalási rendszert.

A weblapok kialakítása jelentősen eltérhet attól függően, hogy B2C (Business to Consumer) vagy B2B (Business to Business) szektorról van szó. A célközönség igényei és elvárásai alapvetően meghatározzák a design, a tartalom és a funkciók prioritásait.
A B2C szektor weblapjai:
A B2C szektorban a weboldalak elsődleges célja az értékesítés ösztönzése, az ügyfélélmény javítása és az impulzusvásárlások támogatása. Az ilyen típusú oldalakra jellemző a vizuálisan vonzó design, az egyszerű navigáció, és az egyértelmű vásárlási folyamat. Például egy e-kereskedelmi weboldal hangsúlyozza az akciókat, a termékajánlókat, és gyakran alkalmaz időkorlátos promóciókat, hogy növelje az elköteleződést.
A B2B szektor weblapjai:
Ezzel szemben a B2B szektorban a weblapok célja az információ nyújtása, a szakmai hitelesség bemutatása és a hosszú távú üzleti kapcsolatok kiépítése. Az ilyen weboldalak általában komplexebb struktúrával és részletesebb tartalommal rendelkeznek, amelyek segítik a döntéshozók tájékozódását. Kulcsfontosságú a professzionális megjelenés, a referenciák bemutatása, valamint az olyan funkciók, mint a white paper-ek, letölthető anyagok vagy testreszabható ajánlatkérő űrlapok.

## Webes alkalmazás
Az utóbbi években a webfejlesztés terén voltak néhány nagyon fontos áttörés, de talán az egyik legnagyobb áttörés a világhálóra való áttérés volt a Progressive Web App (PWA) technológiára.
A PWA olyan webalkalmazás, amely úgy működik, mint egy natív alkalmazás, de valójában egy böngészőben fut. Ezzel az alkalmazástípussal a fejlesztők könnyedén elérhetik azokat a funkciókat, amelyeket eddig csak natív alkalmazásokkal lehetett elérni, például a helymeghatározást, a háttérben futó push értesítéseket, és az offline működést.
A PWA-k nagyszerűek, mert nem kell letölteni őket az app store-okban, és egyből elérhetőek az interneten. Emellett a PWA-k könnyen indexelhetőek a keresőmotorok számára, így a felhasználók könnyedén találhatják meg őket. A PWA-k javítják a felhasználói élményt, gyorsabbak és könnyebben használhatóak, mint a hagyományos weboldalak.
A PWA-k elterjedésével a webfejlesztők új lehetőségeket kapnak az alkalmazásaik fejlesztésére, és a vállalkozások számára könnyebb lesz elérni célközönségüket a weben. A PWA-k használatának növekedése várhatóan tovább erősíti a webes alkalmazásokat, és egyre több vállalkozás fogja megérteni, hogy mennyire fontos a jó felhasználói élmény a sikerhez.
Azt is látni kell, hogy az elmúlt években a webfejlesztésben a mobilos kompatibilitás is kiemelkedő fontossággal bírt, és ez a PWA-kra is érvényes. A PWA-k lehetővé teszik, hogy az alkalmazások jól működjenek minden eszközön, így a vállalkozásoknak nincs szükségük külön mobil alkalmazások készítésére. A PWA-k használata jelentősen csökkenti a fejlesztési költségeket, és javítja a vállalkozások skálázhatóságát.
Ezenkívül, az AI és a gépi tanulás is nagy szerepet játszik a webfejlesztésben. Az AI segíti a webfejlesztőket a weboldalak és webáruházak optimalizálásában, a keresőoptimalizálásban, valamint a webes analitikában. A gépi tanulás pedig lehetővé teszi a weboldalak és webáruházak személyre szabottabbá tételét, ami javítja a felhasználói élményt és növeli a vásárlások számát.
Mindezek miatt, 2021-ben a Progressive Web App (PWA) technológia és az AI/gépi tanulás áttörésnek számít a webfejlesztésben. Az új technológiák segítenek a vállalkozásoknak elérni céljaikat, javítani a felhasználói élményt és növelni a bevételt. A webfejlesztőknek pedig új lehetőségek nyílnak a kreativitás és innováció kibontakoztatására.